# Liste jüdischer Friedhöfe in Nordmazedonien
Die Liste jüdischer Friedhöfe in Nordmazedonien  gibt einen Überblick zu jüdischen Friedhöfen (Еврејски гробишта) in Nordmazedonien. Die Liste erhebt keinen Anspruch auf Vollständigkeit. Die Sortierung erfolgt alphabetisch nach den Ortsnamen.

## Liste der Friedhöfe
| Bezeichnung                 | Bild           | Ort           | Weitere Informationen |
| --------------------------- | -------------- | ------------- | --------------------- |
| Jüdischer Friedhof (Bitola) | weitere Bilder | Bitola (Lage) | siehe und             |
| Jüdischer Friedhof (Štip)   | weitere Bilder | Štip (Lage)   |                       |